# WABC无障碍艺途
WABC无障碍艺途是位於上海市的一个面向智障人士以及自閉症患者的非營利組織，它成立於2010年。該組織由苗世明創辦。該組織主要協助智障人士畫畫。 後來該機構在中國6個城市的31个社区和学校設立站點。2016年8月，无障碍艺途發起一元画项目，即參與者只需1元钱就能购买患有自闭症、精神障碍等人群的画作作为手机屏保。该项目不到一年的时间內籌集了1500万元，不過有捐赠人质疑籌款的使用。